# Universal Premiere
Universal Premiere é um canal de TV por assinatura da NBCUniversal, disponível no pacote de pay-per-view, Universal+, irmão do Universal Reality, no Brasil foi lançado em Dezembro de 2023 pela Claro TV+, atualmente esse canal está disponível no Claro TV+ e no Prime Video Channels, Vivo Play Fibra. (Pela assinatura adicional do Universal+).

Logo do Canal por assinatura "Universal Premiere"

Atualmente o canal transmite varias séries da Universal e de outras empresas. Os programas mais famosos são o Saturday Night Live, FBI, Law & Order, NCIS, Evil e mais.